# Eu não sou racista, tenho amigos negros
"Não sou racista, tenho amigos negros" (variante: "alguns de meus melhores amigos são negros", "até tenho amigos negros") é uma falácia tu quoque frequentemente usada por pessoas brancas na tentativa de justificar que não são racistas em relação a pessoas negras. A frase, que ganhou popularidade em meados da década de 2010, gerou muitos memes e debates na Internet sobre atitudes raciais. Seu uso em uma discussão relacionada à eleição de Donald Trump como presidente dos Estados Unidos em 2016, no programa de televisão norte-americano Black-ish, gerou ampla discussão na mídia estadunidense.
Nos Estados Unidos, um estudo de 2004 da revista científica Basic and Applied Social Psychology listou a frase como uma "alegação comum de inocência por associação". Um estudo de 2011 publicado no Journal of Black Studies sugeriu que os afro-americanos raramente ficavam bem impressionados com brancos que afirmavam ter "amigos negros", e que tal afirmação fazia os afro-americanos pensarem que a pessoa que a proferia seria, provavelmente, mais, e não menos, preconceituosa.  A frase é citada como um exemplo de "resistência ao pensamento antirracista", e algumas sugestões para desmantelar a lógica da frase incluem "é como dizer que não existe tal coisa como sexismo porque todos nós temos um amigo próximo ou membro da família que é uma mulher".